# Kimba - Il leone bianco
Kimba - Il leone bianco (ジャングル大帝?, Janguru taitei, lett. "L'imperatore della giungla"), è un manga di Osamu Tezuka pubblicato in Giappone dal 1950 al 1954 sulla rivista Manga Shōnen.
Ha ispirato la realizzazione di una serie televisiva anime omonima nel 1965, la quale ha avuto un sequel nel 1966 e un remake nel 1989. Ne sono stati tratti anche due trasposizioni cinematografiche, un OAV, un cortometraggio e un film televisivo.

## Trama
In Africa, a partire dalla metà del XX secolo, un giovane leone bianco vorrebbe governare la foresta in cui vive dopo la morte dei suoi genitori. Panja è il re del suo regno all'interno della giungla africana. La razza umana sta diventando una minaccia più grave dello stesso deserto. Panja cerca di cambiare in qualche modo lo stato delle cose cercando di garantire a tutti gli animali della foresta un luogo e rifugio sicuro in cui poter vivere in pace, liberi dal pericolo degli uomini. Riesce inizialmente a ottenere lo scopo ma, dopo aver liberato i bovini dai vicini villaggi per sfamare gli animali della giungla, viene visto come una minaccia dagli abitanti del villaggio che ingaggiano un cacciatore professionista, Hamegg, per porre fine a queste incursioni da parte dei leoni. Il cacciatore evita di attaccare direttamente Panja ma usa il legame fra Panja e la sua compagna Eliza la quale, caduta in trappola, viene usata come esca per catturare Panja, che viene così ucciso mentre Eliza, già incinta, viene imbarcata su un traghetto per essere venduta a uno zoo.
Kimba (Leo nell'originale) nasce sulla nave e la madre si prende il compito di trasmettere al figlio gli ideali del padre, che il piccolo mette in pratica facendosi amici i ratti che si trovano a bordo della nave. Una improvvisa tempesta fa naufragare la nave e Kimba, che è riuscito a fuggire attraverso le sbarre della gabbia finisce in balia delle onde ma grazie ai pesci impara a nuotare e, guidato dalle farfalle, riesce a raggiungere la terraferma. Si mette in viaggio nel quale fa conoscenza della natura umana oltre alle varie capacità tecnologiche e mediche dell'umanità.
Ritornato nel suo ambiente naturale all'interno della foresta africana, continua la sua crescita e arriva alla consapevolezza che la vera pace richiede comunicazione e mutua comprensione tra animali e gli umani. Per prendere il posto del padre dovrà affrontare Bubu, un leone che si era autoproclamato re assoluto dopo la morte di Panja; riesce a divenire il re della foresta e quindi cercherà di far vivere gli animali in un mondo più civile. Il suo modello di vita è in parte ispirato alla società umana, cercando una convivenza per tutte le specie animali, le quali si riuniscono in alleanza contro la distruzione del loro habitat da parte dell'uomo; vogliono e chiedono inoltre di essere riconosciute come aventi eguali diritti nei confronti degli umani. Per giungere alla realizzazione di questi obiettivi, Kimba convince anche i carnivori a diventare vegetariani, insegnando loro a praticare l'agricoltura, a cui infine si dedicheranno con fervore. Apriranno anche una scuola, un ufficio postale e un ristorante. Kimba si sacrificherà infine per donare la propria carne nell'intento di salvare dalla morte un suo amico umano.

## Manga
Il manga, scritto e disegnato da Osamu Tezuka, è stato pubblicato in Giappone da Manga Shōnen dal novembre 1950 all'aprile 1954 e in seguito raccolto in 3 volumi. I 3 volumi sono stati pubblicati in Italia da Comic Art nel 1998 e poi da Hazard Edizioni, tra giugno 2005 e gennaio 2006. Una nuova edizione in 2 volumi, uscita nel 2019, è stata invece pubblicata da J-Pop.

## Anime

Kimba - Il leone bianco, nella titolazione del 1982

La prima serie televisiva Jungle taitei (ジャングル大帝?, Janguru taitei), prodotta da Mushi Production, è andata in onda in 52 episodi su Fuji TV dal 6 ottobre 1965 al 28 settembre 1966. È ufficialmente considerata la prima serie televisiva anime a colori, nonostante sei mesi prima fosse stato trasmesso dalla stessa rete l'anime a colori Dorufin ōji, ma si trattava di un progetto sperimentale interrotto dopo soli 3 episodi. Perciò Jungle taitei è considerata generalmente la prima serie anime a colori vera e propria. La serie mostra la vita di Kimba ancora cucciolo dopo il suo ritorno nel proprio ambiente naturale e ciò che egli apprende crescendo durante l'anno seguente, in particolare, che solamente la comunicazione e la comprensione tra gli animali e gli umani possono condurre a un'autentica pace tra le due razze.
La seconda serie, Shin Jungle taitei: Susume Leo! (新ジャングル大帝 進めレオ!?, Shin Janguru taitei - Susume Reo!, lett. "Nuovo L'imperatore della giungla: Forza Leo!"), anch'essa prodotta dalla Mushi, è stata trasmessa in 26 episodi su Fuji TV dal 5 ottobre 1966 al 29 marzo 1967. Il seguito si snoda qualche anno dopo la serie precedente: Kimba è cresciuto, si è sposato con Laia e ha due figli. La trama corrisponde alla parte finale del manga, tuttavia la conclusione è stata modificata in un lieto fine.
La terza serie è un remake omonimo della prima; prodotta da Tezuka Productions, è andata in onda in 52 episodi su TV Tokyo dal 12 ottobre 1989 all'11 ottobre 1990. 

### Edizione italiana
In Italia la prima serie fu trasmessa sulle reti locali dal 30 luglio 1977 con il titolo Kimba - Il leone bianco, su distribuzione AB International Export: venne adattata dalla versione statunitense prodotta dalla NBC, di cui fu mantenuta la sigla. Furono trasmessi inizialmente solo 13 episodi in ordine sparso. Il doppiaggio venne diretto da Mancini e da Liù Bosisio. In seguito furono trasmessi altri 13 episodi doppiati da un altro cast e da un'altra società, la SINC Cinematografica, ma la serie non venne continuata. Essendo tratta dalla versione americana, tale edizione ha comportato il cambio di nome di diversi personaggi, tra cui il protagonista, che da Leo diventa Kimba.
Dal marzo 1982 la serie venne nuovamente replicata dalle reti locali e per l'occasione furono doppiati i restanti 26 episodi della prima serie e tutti i 26 della seconda, ancora con cast diverso, presso lo studio Telecinema 2001 su direzione di Franco Latini; le puntate già disponibili in italiano vennero mantenute con il doppiaggio del 1977, ma furono tutte rititolate. La tranche mancante della prima serie venne doppiata senza avere a disposizione la colonna sonora originale: quindi durante le puntate si sentono solo pochi effetti sonori e tracce musicali. Tutti i 78 episodi furono ridistribuiti utilizzando una videosigla rimontata e fu inserito il nuovo brano dei Cavalieri del Re (accreditato a La mamma di Jonathan, alias Clara Serina), la cui versione strumentale è inoltre spesso inserita come sottofondo nelle puntate. Nonostante il titolo della serie sia rimasto invariato, in questa edizione i personaggi riacquistano i nomi originali, ma solo negli episodi della seconda serie.
Nel 1999 la prima e la seconda serie furono ridoppiate e trasmesse assieme al remake del 1989 su Italia 1 dal 14 settembre, sotto il titolo complessivo Una giungla di avventure per Kimba, con una nuova sigla composta da Giorgio Vanni e da Max Longhi e cantata da Cristina D'Avena. Il doppiaggio è stato eseguito dalla Merak Film su direzione di Marcello Cortese e dialoghi di Marco Balbi, Martino Consoli e Cristiana Rossi. Quest'ultima edizione ripristina i nomi originali di tutti i personaggi, ad eccezione del protagonista Kimba.
Sempre alla fine degli anni 1990, la società Minerva International rilevò i diritti dell'edizione precedente e la ridistribuì alle televisioni locali, su cui è stata replicata più volte nel corso degli anni. La versione Minerva include solo i 52 episodi doppiati nel 1982 e presenta una videosigla rimontata e rititolata, anche se viene mantenuto il brano dei Cavalieri del Re.

### Sigle
Sigle di apertura originali:
- Janguru taitei no tēma (ジャングル大帝のテーマ? lett. "Tema de L'imperatore della giungla"), testo di Tsuyoshi Ishigōoka, musica di Isao Tomita, cantata da Tadahiko Hirano (prima serie)
- Janguru taitei no uta (ジャングル大帝のうた? lett. "Canzone dell'imperatore della giungla"), testo e composizione di Toriro Miki, arrangiamento di Isao Tomita, cantata dagli Happy Beans (seconda serie)
- Saban'na o koete (サバンナを越えて? lett. "Oltre la savana"), testo di Machiko Ryu, composizione di Masahiro Kawasaki, arrangiamento di Tomoyuki Asakawa, cantata da Ichirō Mizuki (terza serie)

Sigle di chiusura originali:
- Reo no uta (レオのうた? lett. "La canzone di Leo"), testo di Masaki Tsuji, musica di Isao Tomita, cantata da Mieko Hirota (prima e seconda serie)
- Yūbae ni nare (夕映えになれ? lett. "Diventa il tramonto"), testo di Machiko Ryu, composizione di Masahiro Kawasaki, arrangiamento di Tomoyuki Asakawa, cantata da Tomoko Tokugaki (terza serie)

Sigle di apertura e di chiusura italiane:
- Kimba, the White Lion, scritta da Bernie Baum, Bill Giant e Florence Kaye, cantata da Bill Giant (prima serie; edizione 1977)
- Kimba, il leone bianco, testo, musica e arrangiamento di Riccardo Zara, cantata da La mamma di Jonathan (prima e seconda serie; edizione 1982)
- Una giungla di avventure per Kimba, testo di Alessandra Valeri Manera, musica di Giorgio Vanni e Max Longhi, cantata da Cristina D'Avena (prima, seconda e terza serie; edizione 1999)

## Film

### Film cinematografici
Il 31 luglio 1966 fu distribuito nelle sale giapponesi un film omonimo della prima serie diretto da Eiichi Yamamoto, già regista della stessa. Si tratta essenzialmente di un rimontaggio di vari episodi della suddetta serie, in particolare sono stati utilizzati l'1 e il 41, con l'aggiunta di brevi animazioni inedite di raccordo e di chiusura, e alcune modifiche alle musiche e ai dialoghi. Per tale motivo è spesso considerato un'opera originale anziché un film di montaggio. Il lungometraggio vinse l'anno seguente il Leone d'oro alla XIX Mostra del cinema per ragazzi di Venezia, dove venne proiettato con il titolo Il re della giungla.
Nel 1997 venne prodotto il film d'animazione Kimba - La leggenda del leone bianco (映画：ジャングル大帝?, Gekijōban: Janguru taitei, lett. "L'imperatore della giungla - Il film"), diretto da Yoshio Takeuchi. La pellicola è un adattamento dell'ultima parte del manga, del quale mantiene il finale originale.
Il 18 marzo 2000 è stato proiettato al Tezuka Osamu World di Kyoto il cortometraggio animato di 9 minuti Janguru taitei: Hon-no-ji no hen (ジャングル大帝/本能寺の変? lett. "L'imperatore della giungla: L'incidente di Honnoji), diretto da Fumihiro Yoshimura. Il film riprende lo stile della serie del 1989 ed è incentrato su Paola, una cucciola di leopardo che viene accolta dal protagonista dopo essersi persa nella giungla.
In Italia, inoltre, 4 episodi della seconda serie vennero proiettati al cinema anni prima della trasmissione televisiva, nella primavera del 1972, sotto il titolo Leo - Il re della jungla. Nel 1978 il film di montaggio fu redistribuito con il titolo Leo, il leone bianco, abbinato al film Heidi diventa principessa.

### Film televisivo
Il 5 settembre 2009, per il 50º anniversario di Fuji TV, è stato trasmesso sulla sua rete FNS un film per la televisione diretto da Gorō Taniguchi, scritto da Osamu Suzuki, e con i disegni di Yoshitaka Amano, dal titolo Janguru taitei: Yūki ga mirai o kaeru (ジャングル大帝 勇気が未来をかえる? lett. "L'imperatore della giungla: Il coraggio cambia il futuro"). La trama è completamente diversa dalle precedenti serie TV e dal manga originale: l'ambientazione è una giungla creata artificialmente; Panja e la sua compagna, Eliza, sono ancora vivi e Coco è un uccello femmina di una specie imprecisata. Il film è stato doppiato e distribuito per la prima volta in Italia nel 2012, con il titolo Kimba, il coraggio di cambiare il futuro e diffuso sulla piattaforma streaming Premium Play.  Un secondo doppiaggio, realizzato e distribuito dalla Sanver Production Ltd, è uscito nel febbraio del 2022 con il titolo Kimba, i coraggiosi cambiano il futuro e diffuso sulla piattaforma streaming Chili.

## OAV
Il 1º aprile 1991 è stato distribuito in Giappone l'OAV Anime kōkyō uta Janguru taitei (アニメ交響詩 ジャングル大帝? lett. "Poema sinfonico animato: L'imperatore della giungla"). Il mediometraggio di 51 minuti è un adattamento animato del brano musicale Kodomo no tame no kōkyō uta Janguru taitei (子供のための交響詩ジャングル大帝? lett. "Poema sinfonico per bambini: L'imperatore della giungla"), composto da Isao Tomita e pubblicato da Columbia Records in concomitanza con la trasmissione della serie originale. La trama riprende il prologo del manga.

## Controversie
Negli anni novanta vennero notate delle analogie con i personaggi del lungometraggio Il re leone della Disney ma la compagnia dichiarò di non conoscere l'opera di Tezuka anche se alcuni componenti della compagnia come Roy Disney e Matthew Broderick si erano riferiti al protagonista chiamandolo "Kimba". In un'intervista del 2014 Roger Allers, uno dei registi del film, dichiarò che per tutto il tempo in cui lavorò al film il nome di Kimba non venne mai menzionato: «Se fossi stato ispirato da Kimba l'avrei affermato e indicato come fonte».
La connessione Tezuka/Disney risale a molto tempo prima. Tezuka aveva ottenuto la licenza per fare l'adattamento come manga di Bambi, per essere fruibile dal mercato giapponese. Tezuka incontrò Walt Disney al World's Fair del 1964, durante il quale Disney disse di sperare di poter fare qualcosa di paragonabile ad Astro Boy. Gli animatori della Disney furono quindi ingaggiati per insegnare al team di Tezuka l'uso dei colori in concomitanza con l'inizio della produzione della serie televisiva Kimba - Il leone bianco (Jungle taitei). Mentre la versione inglese di Kimba - Il leone bianco era in lavorazione, il personaggio principale fu rinominato Simba. Tuttavia, poiché la parola "simba" significa "leone" in swahili, lingua franca dell'Africa Orientale, sarebbe stato difficile poterlo registrare come marchio sotto quel nome. Per questo motivo i produttori ne cambiarono il nome. Il problema non si presentò anche nel caso del lungometraggio Disney, il cui titolo non comprendeva il nome del protagonista, che quindi non sarebbe stato registrato, aggirando l'inconveniente linguistico. La Disney utilizzò poi lo swahili anche per la scelta del nome del babbuino-stregone che affianca in varie scene il protagonista: "rafiki", infatti, significa "amico" nella stessa lingua.